# N882 (België)
De N882 is een gewestweg in de Belgische provincie Luxemburg. Deze weg vormt de verbinding tussen Aarlen en Guirsch nabij de Luxemburgse grens, waar de weg verdergaat als de N22.
De totale lengte van de N882 bedraagt ongeveer 5 kilometer.

## Plaatsen langs de N882
- Aarlen
- Seymerich
- Frassem
- Guirsch